# PX Sports
PX Sports es un canal de televisión de pago en español especializado en deportes extremos, estilo de vida urbana y música alternativa. Fundado en abril de 2011 en Ciudad de México por Alejandro y Óscar Mercado bajo el nombre PXTV, el canal surgió con el objetivo de ofrecer una plataforma dedicada exclusivamente a disciplinas de acción como skateboarding, surf, BMX, motocross, snowboarding y artes marciales mixtas, entre otras.

## Historia y evolución
En noviembre de 2013, PXTV consolidó su presencia como canal lineal, ofreciendo contenido original que abarcaba deportes extremos, moda y música. En 2017, la señal adoptó el nombre PX Sports, reflejando su enfoque en el estilo de vida extremo y ampliando su alcance a una audiencia más amplia en América Latina y Estados Unidos.
Desde su fundación, PX Sports ha producido más de 500 horas de programación original, colaborando con casas productoras como Blue Print. Además, ha organizado eventos destacados, como el Récord Guinness en 2018, por la pista de descenso urbano más larga del mundo en la Comuna 13 de Medellín, Colombia.

## Programación y contenidos
PX Sports ofrece una programación variada que incluye:
- PX News: Noticiero especializado en deportes extremos y cultura urbana, con ediciones locales en El Salvador y Nuevo León, México.
- PX Vault: Podcast televisivo con entrevistas a figuras destacadas del deporte y la cultura urbana, disponible en inglés y español.
- Formula Drift: Es una competencia profesional de drifting en la que los pilotos realizan derrapes controlados en autos modificados. La serie se enfoca en la habilidad, precisión y estilo de los conductores al deslizarse por circuitos cerrados. Se juzga la velocidad, el ángulo y la fluidez de los derrapes. Es una de las competiciones más importantes y populares de drifting a nivel mundial. Toda la temporada 2025 será transmitida por PX Sports
- Punto Final: El equipo de expertos de Fox Deportes debate sobre futbol mexicano, la Copa del Mundo, la UEFA Champions League y las competencias más importantes del deporte. todos los días transmisión en vivo por PX SPORTS.

## Alianzas estratégicas
- Fox Deportes (EE.UU.): Alianza para la transmisión de programas como "Total Sports 360" y "Punto Final" en América Latina.
- Canal 10 de El Salvador y Canal 28 de Nuevo León: Coproducción de ediciones locales de "PX News", fortaleciendo la presencia regional del canal.

## Cobertura y Distribución
PX Sports tiene presencia en más de 25 millones de hogares en 21 países de América Latina y Estados Unidos, excluyendo Brasil. En México, el canal está disponible en:
- Izzi: Canales 507 y 901.
- Totalplay: Canal 528.
- Megacable: Canal 318.
- Sky México: Incluido en el paquete básico desde 2025.
- Dish México.

#### En otros países, PX Sports se transmite a través de operadores como:
- Tigo (Colombia, Guatemala, Honduras, El Salvador, Costa Rica).
- Claro (Región Andina y Cono Sur).
- DirecTV (América Latina).
- AT&T U-verse y Sling TV (Estados Unidos).
- Intercable (Venezuela).

## Presencia Digital
Además de su señal televisiva, PX Sports ha fortalecido su presencia digital mediante plataformas OTT como VEMOX, y ofrece contenido a través de aplicaciones como izzigo, permitiendo a los usuarios acceder a su programación en dispositivos móviles.
Con una estrategia enfocada en la innovación y la expansión, PX Sports continúa consolidándose como el canal líder en deportes extremos de habla hispana, ofreciendo contenido exclusivo y de alta calidad para una audiencia apasionada por la adrenalina y el estilo de vida urbano.